# Stóra Dímun
Stóra Dímun (Velký Dímun) je malý Faerský ostrov. Má rozlohu 2,7 km² a 10 obyvatel.
Nachází se na jihu Faerů, mezi ostrovy Skúvoy na severu a Lítla Dímun na jihu. Na ostrově jsou tři vrcholy, z toho nejvyšší Høgoyggj měřící 396 m. Na západním pobřeží jsou až 400 m vysoké skály. Na ostrově je pár hospodářství, kde se chytají papuchalci.
Lodní doprava na ostrov je závislá na počasí, ale létá sem také vrtulník.